# Джо Гомес (футболіст)
Джозеф Де́від Гомес (англ. Joseph David Gomez, нар. 23 травня 1997, Лондон, Англія) — англійський футболіст, захисник збірної Англії та «Ліверпуля».

## Клубна кар'єра
Вихованець футбольної школи клубу «Чарльтон Атлетик», за молодіжну команду (до 18 років) якого він дебютував у 13 років. Попри інтерес клубів англійської Прем'єр-ліги до захисника, Гомес підписав 2014 року свій перший професійний контракт з «Чарльтоном».

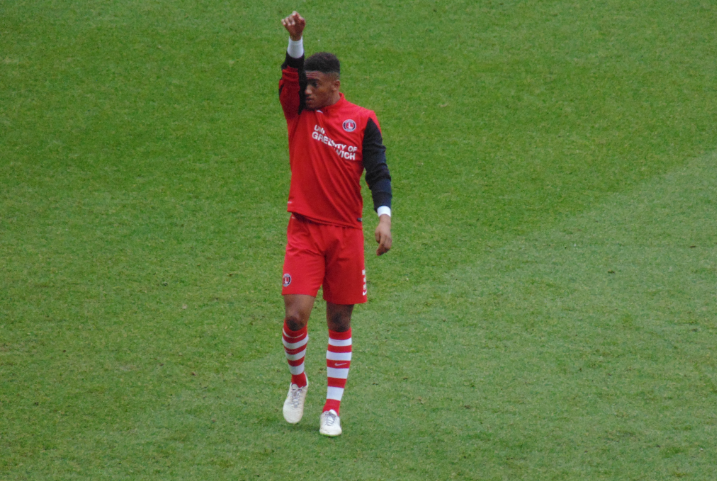
Джо Гомес під час виступів за «Чарльтон Атлетик». 28 лютого 2015 року

Дебютував за основну команду «Чарльтона» 12 серпня 2014 року в матчі Кубка Футбольної ліги проти «Колчестер Юнайтед» (4:0), в якому він провів на полі 90 хвилин на позиції правого захисника. За тиждень Гомес уперше зіграв за «Чарльтон» у чемпіонаті в матчі проти «Дербі Каунті» (3:2). Упродовж сезону Гомес 24 рази вийшов на поле (три з них у кубках), у тому числі 18 разів у стартовому складі, граючи й у центрі захисту, і праворуч.
20 червня 2015 року перейшов до «Ліверпуля» за 3,5 млн фунтів. Дебютував у серпні 2015 року, вийшовши в стартовому складі матчу 1-го туру Прем'єр-ліги проти «Сток Сіті» (1:0). Після цього виходив на поле в усіх п'яти стартових турах. У жовтні того ж року в матчі за молодіжну команду отримав серйозну травму, через яку більше не зіграв жодного матчу до кінця сезону за «мерсісайдців».

## Виступи за збірні
2012 року дебютував у складі юнацької збірної Англії, узяв участь у 25 іграх на юнацькому рівні. У травні 2014 року Джо був включений до складу збірної Англії на юнацький (U-17) чемпіонат Європи 2014 в Мальті. На турнірі захисник провів без замін усі п'ять матчів своєї команди, здобув  чемпіонський титул і був включений до символічної збірної першості.
З 2015 року Джо Гомес залучався до складу молодіжної збірної Англії.

## Статистика виступів

### Статистика клубних виступів
| Сезон            | Команда            | Чемпіонат        | Чемпіонат | Чемпіонат | Національний кубок | Національний кубок | Національний кубок | Континентальні кубки | Континентальні кубки | Континентальні кубки | Інші змагання | Інші змагання | Інші змагання | Разом | Разом |
| Сезон            | Команда            | Ліга             | Ігор      | Голів     | Ліга               | Ігор               | Голів              | Ліга                 | Ігор                 | Голів                | Ліга          | Ігор          | Голів         | Ігор  | Голів |
| ---------------- | ------------------ | ---------------- | --------- | --------- | ------------------ | ------------------ | ------------------ | -------------------- | -------------------- | -------------------- | ------------- | ------------- | ------------- | ----- | ----- |
| 2014–15          | «Чарльтон Атлетик» | Ч (ІІ)           | 21        | 0         | КА+КЛ              | 1+2                | 0                  | -                    | -                    | -                    | -             | -             | -             | 24    | 0     |
| 2015–16          | «Ліверпуль»        | ПЛ               | 5         | 0         | КА+КЛ              | 0+0                | 0                  | ЛЄ                   | 2                    | 0                    | -             | -             | -             | 7     | 0     |
| Разом за кар'єру | Разом за кар'єру   | Разом за кар'єру | 26        | 0         |                    | 3                  | 0                  |                      | 2                    | 0                    |               |               |               | 31    | 0     |

## Досягнення
- «Ліверпуль»

Переможець Ліги чемпіонів (1): 2018-19
Володар Суперкубка УЄФА (1): 2019
Чемпіон світу серед клубів (1): 2019
Чемпіон Англії (2): 2019-20, 2024-25
Володар Кубка Англії (1): 2021-22
Володар Кубка Футбольної ліги (2): 2021-22, 2023-24
Володар Суперкубка Англії (1): 2022
- Англія

Чемпіон Європи U-17 (1): 2014